# رايموند بي ر. نيلسون
رايموند بي ر. نيلسون (بالإنجليزية: Raymond Perry Rodgers Neilson)‏ هو عسكري ورسام وفنان أمريكي، ولد في 1881 في نيويورك في الولايات المتحدة، وتوفي في 1964.